# Inostemma rugosum
Inostemma rugosum är en stekelart som beskrevs av Sundholm 1970. Inostemma rugosum ingår i släktet Inostemma och familjen gallmyggesteklar. Inga underarter finns listade i Catalogue of Life.